# Schöbendorf
Schöbendorf ist ein Ortsteil der Stadt Baruth/Mark im Landkreis Teltow-Fläming in Brandenburg, Deutschland.

## Geographie

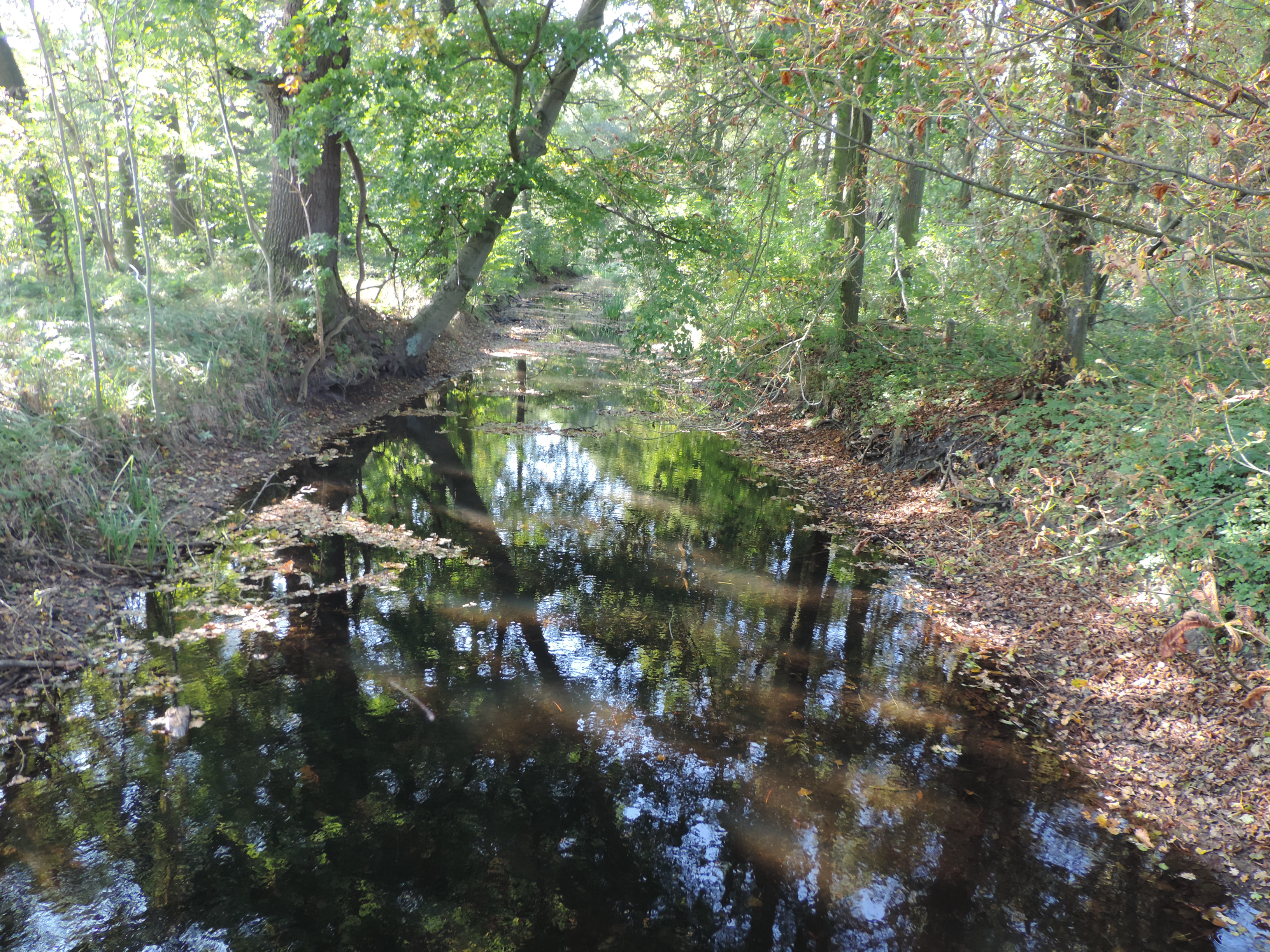
Naturschutzgebiet Schöbendorfer Busch

Das am westlichen Rand des Baruther Urstromtals gelegene Schöbendorf liegt rund 40 Kilometer von der Südgrenze der Stadt Berlin und rund drei Kilometer westlich vom benachbarten Paplitz entfernt. Weitere Nachbarorte und ebenfalls Ortsteile von Baruth sind (im Uhrzeigersinn, von Norden beginnend) Horstwalde, Mückendorf, Kemlitz und Merzdorf sowie Lynow (Ortsteil der Gemeinde Nuthe-Urstromtal). Schöbendorf liegt an der in Ost-West-Richtung verlaufenden Landesstraße L73 zwischen Luckenwalde und Baruth.

## Geschichte

### 14. bis 16. Jahrhundert
Schöbendorf wurde urkundlich erstmals 1422 als Schebendorff erwähnt. Es mag sein, dass der Name des Dorfes vom Wort Schober abstammt, da Schöbendorf laut Chronik auch als Dorf der Heuschober benannt wurde. Der Ort war vor 1422 bis 1872 im Besitz der Standesherrschaft Baruth. Aus den ersten Jahrzehnten nach der urkundlichen Erwähnung ist bislang nur das Dorf erwähnt (1422, 1465 in schebendorff). 
Erst im Jahr 1474 berichteten die Urkunden von einem Richter, der 37 Groschen für ein Lehnpferd bezahlte. Der Lehnmann musste 18 Groschen Abgaben leisten, jeder Einwohner vier Scheffel Korn, 14 Groschen und zwei Pfenning. Von den drei Kossätenhöfen gab jeder fünf Groschen; allerdings lag ein Hof wüst. 
Aus dem Jahr 1529 ist bekannt, dass im Ort 13 Hufner und zwei Gärtner lebten. Erst eine Steuerchronik aus dem Jahr 1542 gibt nähere Einblicke in die Dorfstruktur von Schewendorff. Ausweislich eines Schossregisters gab es 15 Steuerpflichtige. Der Richter hatte ein Haus mit Hof, etliche Stück „in der Heide“, zwei Ziehpferde, drei Ochsen, fünf Kühe, ein jähriges Kalb, eine Range und drei halbjährige Schweine sowie Abgaben in Höhe von 41 1⁄2 Rheinische Gulden (fl). Ein weiterer Einwohner besaß ebenfalls ein Haus mit Hof, etliche Stück in der Heide, drei Ziehpferde, vier Ochsen, sechs Kühe, ein jähriges Kalb, zwei Schweine und zahlte Abgaben in Höhe von 38 fl. Ein Bewohner besaß ein Haus mit Hof, etlichen Acker in der Heide, vier Zugochsen, fünf Kühe, ein jähriges Kalb, drei Schweine und leistete Abgaben in Höhe von 33 fl. Ein Bewohner besaß ein Haus mit Hof, etlichen Acker in der Heide, zwei Zugpferde, zwei Ochsen, drei Kühe, fünf jährige Kälber, ein Schwein und zahlte 30 fl Abgaben. Ein Bewohner besaß ein Haus mit Hof, ebenfalls etlichen Acker in der Heide, sechs Kühe, vier Fersen, zwei jährige Schweine und eine Abgabenlast von 36 fl. Ein Einwohner mit Haus und Hof besaß vier Kühe, ein jähriges Schwein und zahlte 16 fl. Ein Schöbendorfer besaß ein Haus mit Hof, etlichen Acker in der Heide, drei Zugochsen, zwei Kühle zwei jährige Kälber, eine Range, drei Schweine und zahlte 28 fl. Ein Bewohner hatte Haus und Hof, etliche Stück Acker in der Heide, vier Zugochsen, zwei Pferde, fünf Kühe, ein jähriges Kalb, zwei jährige Schweine und zahlte 28 fl. Ein Schöbendorfer mit Haus und Hof und etlichen Acker in der Heide besaß drei Zugochsen, zwei Pferde, vier Kühe, ein jähriges Kalb, drei große Schweine und zahlte 30 fl. Ein Bewohner mit Haus und Hof und Acker in der Heide hielt zwei Zugpferde, drei Kühe, ein jähriges Kalb, eine Range, zwei kleine Schweinchen und zahlte 19 fl. Ein Bewohner mit Haus und Hof besaß drei Kühe, zwei jährige Kälber und zahlte 14 fl., einer mit Haus und Hof und etlichem Stück Acker in der Heide hielt zwei Zugochsen, zwei Pferde, vier Kühe, ein jähriges Kalb, eine Range, drei jährige Schweine und zahlte 28 fl. Ein Bewohner mit Haus und Hof sowie etlichem Acker in der Heide besaß drei Zugochsen, vier Kühe, ein jähriges Kalb, eine Range, drei Schweine und leistete Abgaben in Höhe von 28 fl. Ein Schöbendorfer mit Haus, Hof und etlichem Acker in der Heide besaß zwei Zugpferde, zwei Ochse, vier Kühe, vier jährige Kälber und vier jährige Schweine und zahlte 32 fl. Schlussendlich führte das Schossregister einen Einwohner mit Haus und Hof sowie etlichem Acker auf, der drei Zugochsen, ein Pferd, eine Kuh sowie zwei jährige Kälber besaß. Er war zu Abgaben in Höhe von 22 fl verpflichtet. Das Schossregister gab jedoch keinen Hinweis darauf, wie viele Hufen groß die Gemarkung war. 
Im Jahr 1551 waren 15 „Veranlagte“ in Schewynndorff bekannt, darunter besaßen 13 Güter und zwei hatten Höfe. Der Richter sowie der Lehnmann zahlten sechs Mal 10 Schock, vier Mal wurden neun Schock, einmal vier Schock sowie zweimal drei Schock erhoben. Vier Jahre später lebten 13 Hufner und drei Gärtner im Dorf. Ihre Anzahl stieg auf sechs Gärtner im Jahr 1575. In den Jahren 1593/1594 gab es 15 Steuerpflichtige, von denen der Schulze 1 fl 15 gr gab sowie zwölf weitere Bewohner, die je 18 Groschen entrichteten. Aus den Gütern kamen noch zweimal acht Groschen hinzu.

### 17. und 18. Jahrhundert
Über die Auswirkungen des Dreißigjährigen Krieges gibt es bislang keine Dokumente. Allerdings muss das Dorf vollständig zerstört worden sein. Noch im Jahr 1672 waren alle 13 Bauernhöfe sowie sechs Gärten wüst. Die Situation hatte sich erst zu Beginn des neuen Jahrhunderts gebessert. Im Jahr 1718 gab es drei Hufner und drei Kossäten, die gemeinsam 7 1⁄2 Hufen bewirtschafteten. Auf jede Hufe konnten sie vier Scheffel Aussaat ausbringen. Im Jahr 1720 war die Stelle des Dorfschulzen wiederbesetzt. Er bewirtschaftete 1 1⁄2 Hufen, auf denen er 20 Fuder Heu ernten konnte. Die beiden Lehnmänner brachten auf jeder ihrer Hufen 7 1⁄2 Scheffel Aussaat aus und ernteten vier Fuder Heu. Ein weiterer Bauer besaß eine Hufe mit 7 1⁄2 Scheffel Aussaat und fünf Fuder Heu. Ein Schöbendorfer besaß Haus und Garten mit brachte es auf vier Metzen Aussaat, ein Feld mit 1⁄2 Scheffel Aussaat und 10 Fuder Heu. Ein Bewohner besaß Haus und Garten mit 1 1⁄2 Metzen Aussaat sowie einem Feld mit 1⁄2 Scheffel Aussaat und vier Fuder Heu. Ein Bewohner mit Haus und Garten konnte 1 1⁄2 Metzen Aussaat ausbringen, das Feld brachte zwei Scheffel Aussaat und vier Fuder Heu. Von einem weiteren Bewohner ist bekannt, dass er Haus und Hof mit vier Metzen Aussaat, das Feld zu vier Metzen Aussaat und ein weiteres Feld mit 2 1⁄2 Scheffel Aussaat bewirtschaftete. Er erntete vier Fuder Heu. Ein Hof war noch unbesetzt. Im Jahr 1722 berichtete die Statistik lediglich von 17 Feuerstellen (=Haushalte). Im Jahr 1754 war Schöbendorf auf eine Größe von 13 Hufen angewachsen; 1768 erschien die Schreibweise Schöbendorf in den Akten. Dort lebten und arbeiteten im Jahr 1777 insgesamt 13 Hufner, vier Kossäten und zwei Häusler. Es gab ein Katechetenhaus und 19 Einwohner.

### 19. Jahrhundert
Im Jahr 1806 war Schöbendorf nur noch 8 2⁄3 Hufen groß. Im Ort arbeiteten im Jahr 1815 mit einem Schmied, einem Schneider und einem Stellmacher die ersten Gewerke im Dorf. Im Jahr 1824 waren es 13 Bauern, vier Kossäten und acht Häusler. Es gab ein Schul- und ein Hirtenhaus sowie einen Glockenturm. Aus dem Jahr 1837 berichtete die Statistik lediglich von einem Dorf mit 26 Wohnhäusern. Im Jahr 1840 waren zu dem Schmied mit einem Lehrling, dem Stellmacher sowie dem Schneider noch zwei Zimmerleute hinzugekommen. Im Jahr 1858 bestand das Dorf aus zwei öffentlichen sowie 31 Wohn- und 58 Wirtschaftsgebäuden, darunter eine Ziegelei. Schöbendorf war zu dieser Zeit 5442 Morgen groß, darunter 3341 Morgen Wald, 670 Morgen Wiese, 641 Morgen Weide, 488 Morgen Acker sowie 302 Morgen, die auf die Gehöfte entfielen.

### 20. und 21. Jahrhundert

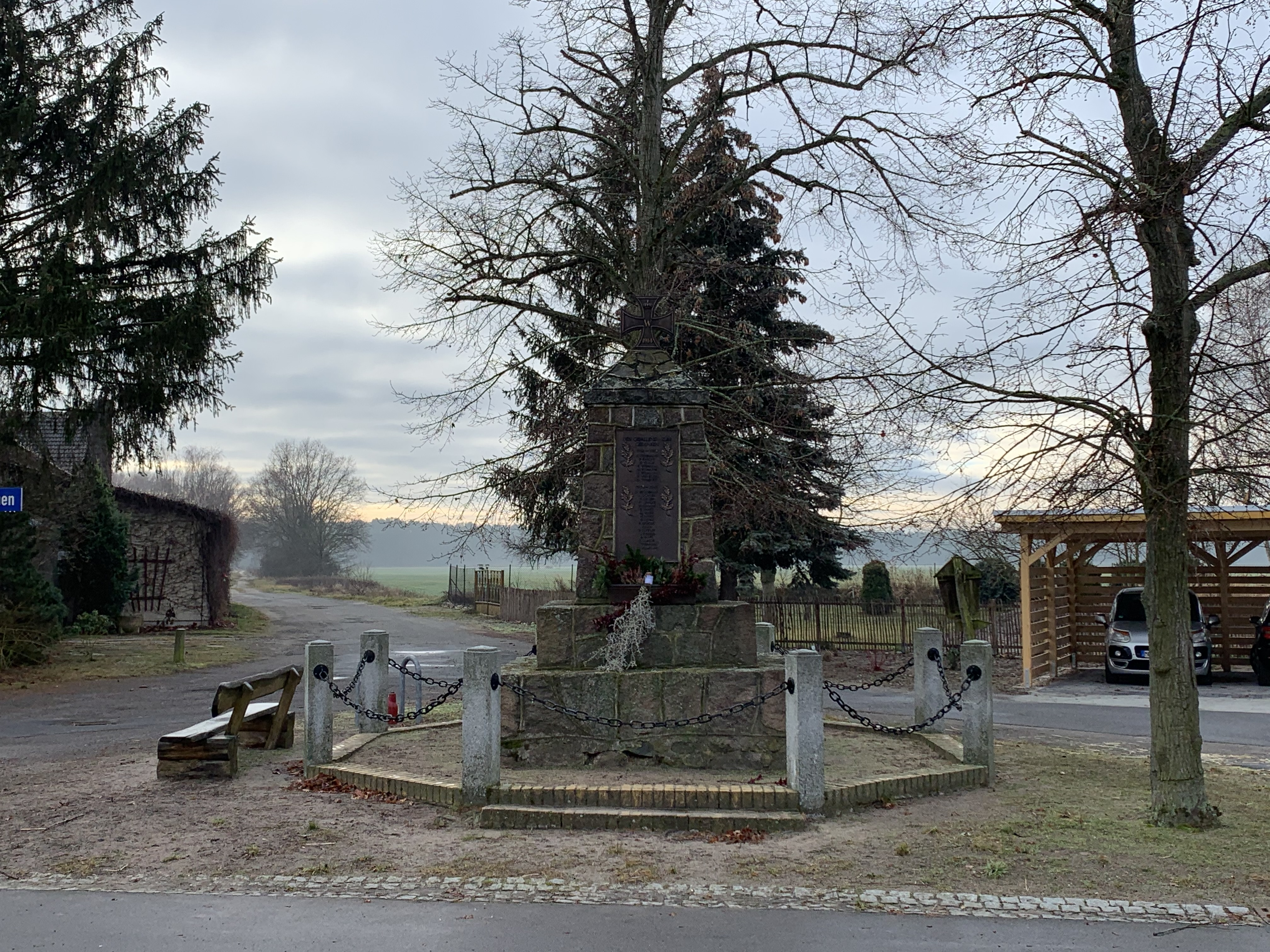
Weltkriegsdenkmal

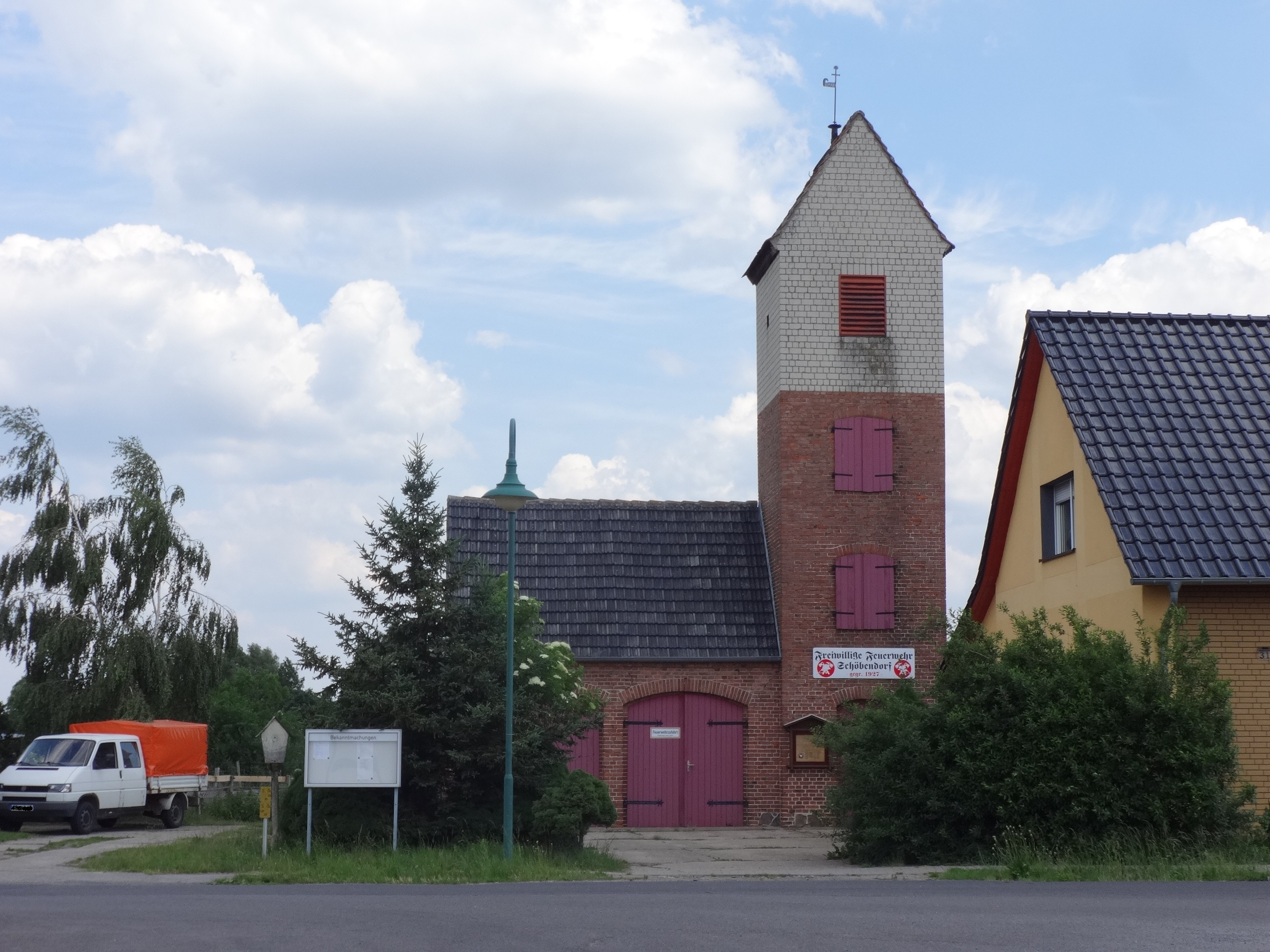
Freiwillige Feuerwehr in Schöbendorf

Im Jahr 1900 standen im Dorf insgesamt 36 Häuser. Es gab neun Bauern, von denen einer 67 Hektar und zwei Bauern je 62 Hektar bewirtschafteten. Den übrigen Bauern standen zur Verfügung: 59, 58, 50, 49, 48 und 39 Hektar. Ein Bauer, der auch den Krug innehatte, bewirtschaftete 85 Hektar, zwei Großhäusler 29 bzw. neun Hektar. Ein Halbbauer, der ebenfalls einen Krug hatte, kam auf 28,5 Hektar, drei Kossäten hatten zweimal 30 und 29 Hektar. Ein Kossät und Zimmermann bewirtschaftete 26 Hektar; daneben gab es einen Lehrer, zwei Neuanbauer mit elf Hektar, zwei Rentner mit je einem Hektar sowie ein Schmiedemeister, der 3,76 Hektar besaß. Die Gemarkung war 938,7 Hektar groß. Aus dem Gutsbezirk Baruth Schloß kamen im Jahr 1929 insgesamt 3,9 Hektar Fläche im Zuge einer Eingemeindung hinzu. Im Jahr 1931 gab es in der Landgemeinde Schöbendorf 43 Wohnhäuser mit 50 Haushaltungen. Im Jahr 1939 gab es im Ort 14 land- und forstwirtschaftliche Betriebe, die eine Fläche von 20 bis 100 Hektar bewirtschafteten. Acht Betriebe waren zwischen 10 und 20 Hektar, zehn zwischen 5 und 10 Hektar sowie acht zwischen 0,5 und 5 Hektar groß.
Nach dem Zweiten Weltkrieg wurden insgesamt 112,1 Hektar Fläche enteignet, darunter 0,3 Hektar Acker, 49,4 Hektar Wiese und Weide sowie 62,8 Hektar Wald. Von diesen Flächen wurden 74,6 Hektar auf zwölf landarme Bauern aufgeteilt. Insgesamt 12,9 Hektar Waldzulage gingen an vier Altbauern, 1,1 Hektar an die Gemeinde sowie 24,5 Hektar an den Bodenfonds. Im Jahr 1950 bestand Schöbendorf mit dem Wohnplatz Bombachhaus. Drei Jahre später gründete sich eine LPG vom Typ I, die sich jedoch wieder auflöste. Im Jahr 1958 kam es zu einer neuen Gründung einer LPT Typ III mit 24 Mitgliedern und 236 Hektar landwirtschaftlicher Nutzfläche. Sie wuchs bis zum Jahr 1960 auf 69 Mitglieder und 445 Hektar Fläche an und wurde 1964 an die LPG in Baruth angeschlossen. Im Jahr 1971 wurde die LPG Typ III Horstwalde zur LPG Schöbendorf-Horstwalde zusammengeschlossen und vier Jahre später durch die LPG in Mückendorf ergänzt. Zugleich schlossen sich die LPG Typ III Paplitz zur LPG Schöbendorf-Paplitz zusammen. Im Jahr 1983 bestanden in Schöbendorf die LPG Schöbendorf-Paplitz mit Werkstatt und Betriebsteil Horstwalde, Mückendorf, Schöbendorf, Paplitz und deren Stützpunkten Kemlitz und Groß Ziescht sowie die Revierförsterei und der Kampmeister Bombachhaus.
Am 31. Dezember 2001 wurde Schöbendorf zusammen mit Dornswalde, Klasdorf, Paplitz und Petkus in die Stadt Baruth eingemeindet.

### Bevölkerungsentwicklung
| Jahr      | 1817 | 1837 | 1858 | 1871 | 1885 | 1895 | 1905 | 1925 | 1939 | 1946 | 1964 | 1971 | 1981 |
| Einwohner | 214  | 218  | 304  | 268  | 267  | 264  | 237  | 242  | 212  | 274  | 223  | 223  | 232  |

## Kultur und Sehenswürdigkeiten

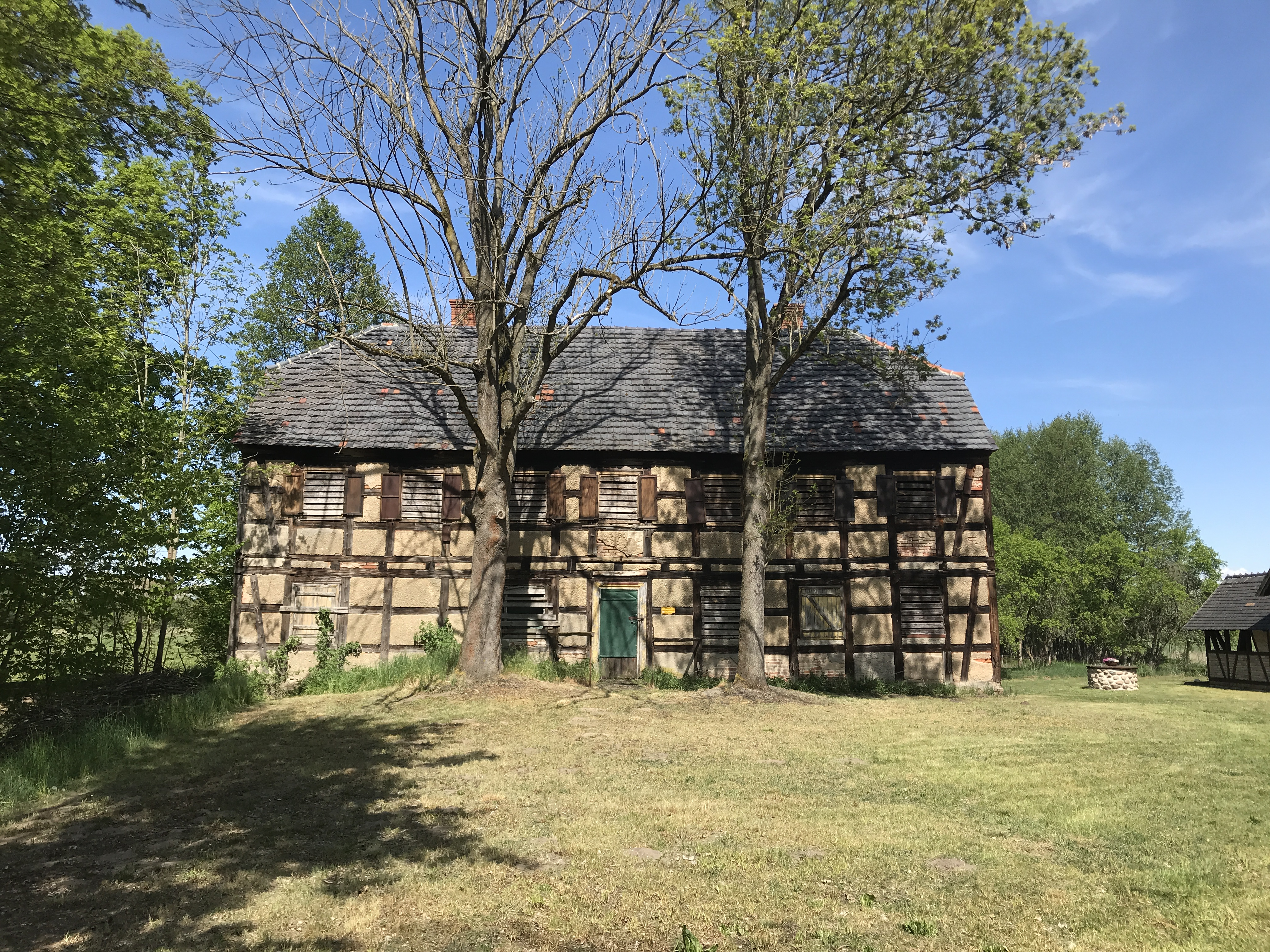
Hauptgebäude der Mühle

- Im Wohnplatz Horstmühle steht ein zweigeschossiger Fachwerkbau aus dem 18. Jahrhundert. Er gehörte zu einer Mühle, die im 21. Jahrhundert nicht mehr vorhanden ist. Auf dem Gelände befinden sich weiterhin ein Nebengebäude aus der Zeit um 1900 sowie ein ehemaliger Eiskeller, der mittlerweile Fledermäusen als Quartier dient.
- Naturschutzgebiet Schöbendorfer Busch
- Flemmingwiesen